# 图氏刮刀蛤
图氏刮刀蛤（学名：Aeretica tomlini），是帘蛤目樱蛤科双纹蛤属的一种。主要分布于越南、中国大陆、台湾，常栖息在潮间带。